# Red, White & Royal Blue (film)
Red, White & Royal Blue  is een Amerikaanse romantische komedie, het is de debuutfilm van de Amerikaanse regisseur Matthew López die tevens het scenario mede heeft geschreven. Het scenario is gebaseerd op de gelijknamige roman van Casey McQuiston, waarin zich een liefdesaffaire ontwikkelt tussen Alex (vertolkt door: Taylor Zakhar Perez), de zoon van de eerste vrouwelijke Amerikaanse president, en de Britse prins Henry (vertolkt door: Nicholas Galitzine). Bijrollen worden vertolkt door onder anderen Clifton Collins jr., Sarah Shahi, Rachel Hilson, Stephen Fry en Uma Thurman.
Amazon Studios bracht in 2019 in een persbericht naar buiten dat ze de film in productie gingen nemen met Greg Berlanti als producent. In 2021 werd bekendgemaakt dat Matthew López de regie op zich zou nemen en dat hij samen met Ted Malawer het scenario had geschreven. In juni 2022 publiceerde Amazon Studios de namen Taylor Zakhar Perez, Nicholas Galitzine en Uma Thurman met hun rollen. De resterende acteurs werden de maand daarop naar buiten gebracht. De opnames vonden in juni en augustus 2022 plaats in Engeland.
Red, White & Royal Blue ging in première in de BFI IMAX-bioscoop te Londen op 22 juli 2023 en werd beschikbaar op Amazon Prime Video op 11 augustus 2023. Het is de laatste film die is uitgebracht onder de naam Amazon Studios voordat de studio de naam veranderde naar Amazon MGM Studios in oktober 2023.

## Plot
Alex, de zoon van de eerste vrouwelijke Amerikaanse president, en de Britse prins Henry hebben een vete met elkaar sinds de milieuconventie in Melbourne. Tijdens het huwelijk van de Britse kroonprins Philip krijgen zij een conflict dat resulteert in een schandaal tussen de Verenigde Staten en het Verenigd koninkrijk. Om dit schandaal de kop in te drukken worden zij gedwongen om net te doen alsof ze goede vrienden zijn. Tijdens dit charmeoffensief worden zij daadwerkelijk vrienden en ontwikkelt zich er een romance.

## Verhaal
Alexander Gabriel Claremont-Diaz, doorgaans afgekort tot Alex, is de zoon van Ellen Claremont, de eerste vrouwelijke Amerikaanse democratische president Ellen Claremont. Hij is te gast bij het huwelijk van de Britse kroonprins Phillip, de hertog van Cambridge. Alex heeft een langlopende vete met diens jongere broer, prins Henry. Tijdens de huwelijksreceptie ontstaat er een conflict tussen Alex en Henry, wat erin resulteert dat een grote huwelijkstaart op hen valt.
Om de gevolgen van dit schandaal te te beperken en de herverkiezing van zijn moeder niet in gevaar te brengen, worden Alex en Henry gedwongen tot een charmeoffensief dat bestaat uit het geven van een aantal gebroederlijke interviews en publieke verschijningen die de indruk moeten wekken dat Alex en Henry twee goede vrienden zijn. Tijdens een bezoek aan een kinderziekenhuis horen Alex en Henry meerdere knallen. Ze worden door de veiligheidsdienst in een bezemkast geduwd alwaar ze moeten blijven totdat het potentiële gevaar is geweken. Aldaar vraagt Henry waarom Alex hem haat. Alex vertelt dat bij zijn eerste publieke optreden als de zoon van de Amerikaanse president, tijdens een milieuconventie in Melbourne, Henry hem kil en afwijzend heeft bejegend. Henry verontschuldigt zich voor zijn gedrag en verklaart dat hij kort daarvoor zijn vader had verloren maar werd gedwongen allerlei evenementen bij te wonen. Alex en Henry besluiten de strijdbijl te begraven. Ze zijn dan nog geen vrienden, maar haat en nijd behoren tot het verleden. Alex nodigt Henry uit voor het aankomende nieuwjaarsfeest alvorens hij teruggaat naar de Verenigde Staten.
In de tussentijd wisselen zij diverse berichten met elkaar uit. Deze berichten zijn in het begin plagerig van aard, maar mettertijd komt daar ook het aspect van subtiel flirten bij. De twee zien elkaar weer tijdens het nieuwjaarsfeest in de tuin van het Witte Huis. Wanneer het middernacht is en alle gasten elkaar een gelukkig nieuwjaar wensen, ziet Henry hoe Alex diverse dames kust. Waarop hij zich terugtrekt om buiten een luchtje te scheppen. Alex merkt de afwezigheid op van Henry en zoekt hem buiten op, zich afvragende of hij wellicht iets verkeerds heeft gedaan. Henry is zichtbaar aangedaan maar staat met zijn rug naar Alex om zo zijn emoties te verhullen. Hij vraagt hem of hij zich wel eens afvraagt hoe het zou zijn om anoniem te kunnen zijn. Henry mijmert dat hij als anoniemeling vaker zou willen daten. Alex lacht en stelt sarcastisch dat het vast moeilijk moet zijn voor een prins om te daten. Henry's antwoord is echter serieus. Hij zegt dat hij geen interesse heeft in de mensen met wie hij datet en dat hij niet kan daten met de mensen die hem wel interesseren. Alex geeft aan de situatie niet te begrijpen. Henry draait zich gefrustreerd om, loopt naar Alex, en kust hem passievol op de mond. Alex beantwoordt de kus. Als Henry de kus afbreekt, en een verbouwereerde Alex in de ogen kijkt, verontschuldigt hij zich waarna hij haastig vertrekt. In de daarop volgende weken reageert Henry niet op de pogingen van Alex om contact met hem te zoeken. Alex bespreekt wat er is gebeurd met Nora de kleindochter van de vicepresident, zij lijkt een analytisch oog te hebben voor de situatie en helpt Alex in te zien dat hij zich aangetrokken voelt tot Henry.
Later is er een staatsdiner van de Britse premier en de Amerikaanse president in het Witte Huis waarbij Henry ook wordt geacht aanwezig te zijn namens het Verenigd Koninkrijk. Alex vraagt Amy, een agente van de geheime dienst, of zij ervoor kunnen zorgen dat hij en Henry elkaar onder vier ogen kunnen spreken. Zij stelt dat zij elkaar kunnen treffen in de Rode Kamer. Zodra Henry binnenkomt begint hij zich te verontschuldigen, maar Alex kust hem direct op de mond. Vanaf hier is het voor hen beiden duidelijk dat ze veel meer voor elkaar voelen. Hoewel ze trachten hun affaire verborgen te houden blijken ze hier niet heel erg succesvol in te zijn. Later treffen de twee elkaar in het privévertrek van Alex, aldaar hebben zij voor de eerste keer seks met elkaar. Alex vertelt dat hij biseksueel is en Henry stelt dat hij zo homo is als een meiboom.
Alex gaat naar zijn thuisstaat Texas om daar de campagne te leiden met als doel zijn moeder de verkiezingen te laten winnen in Texas. Later spreekt hij op de Nationale Democratische Conventie. Hij wordt daar opgezocht door Henry die hem een verrassingsbezoek brengt. Ze brengen samen de nacht door in het hotel, dit zonder medeweten van Zahra, de meegereisde plaatsvervangend stafchef van het Witte Huis, die probeert lekken en schandalen te voorkomen. Wanneer zij bij Alex aan de kamerdeur staat en merkt dat Alex niet alleen is. Zahra vermoedt dat Alex een vrouw heeft meegenomen naar zijn hotelkamer voor een onenightstand. Omdat Alex campagneleider is wordt een onenightstand als risicovol beschouwd, dit kan immers leiden tot een lek naar de pers en dus potentieel een gevaar zijn voor de campagne van de president. Zahra gebruikt haar loper om zich toegang tot de hotelkamer van Alex te verschaffen. Al snel heeft ze door dat haar vermoeden klopt want er ligt een telefoon op het andere nachtkastje. Ze doorzoekt de hele hotelkamer, zoekende naar een vrouw, terwijl Alex luid protesteert. Dan hoort ze gestommel in de kleerkast, ze opent deze en treft aldaar de Britse prins Henry aan. Alex verzoekt haar niets te zeggen tegen zijn moeder, hij is nog niet uit de kast. Uiteindelijk besluit Alex dat hij toch uit de kast gaat komen naar zijn ouders.
Alex nodigt Henry uit naar het familievakantiehuis in Texas. Aldaar vertelt hij Henry dat hij verliefd is op hem en samen met hem openlijk hand-in-hand wil lopen. Henry valt stil, als lid van de Britse koninklijke familie is een openlijke homoseksuele liefdesrelatie geen mogelijkheid voor hem. Henry is dermate angstig dat hij zich geen raad weet en wegvlucht van Alex. Henry vertrekt per direct naar Londen. Hij denkt dat het beter is om Alex te vergeten, alvorens hem of zichzelf te kwetsen. Derhalve reageert hij niet op contactpogingen van Alex. Daarop besluit Alex naar Engeland te vliegen om Henry op te zoeken in Londen en een verklaring te eisen voor diens gedrag. Wanneer geconfronteerd door een emotionele Alex geeft Henry toe ook van Alex te houden. Hij legt uit dat zijn positie aan het Britse hof een homoseksuele liefdesrelatie echter onmogelijk maakt. Alex weet Henry ervan te overtuigen dat hun relatie het waard is om voor te vechten. Kort daarna vertrekt Alex weer naar de Verenigde Staten.
Niet lang na Alex' vertrek wordt bekend dat Alex en Henry's persoonlijke e-mails zijn gehackt en online gelekt. Zowel het Witte Huis als Buckingham Palace leggen alle communicatiekanalen naar elkaar plat. Henry's telefoon is uit voorzorg geconfisqueerd. Zahra weet middels een noodtelefoon in contact te komen met Shaan, Henry's stalmeester, en draagt hem op om Alex en Henry met elkaar te laten spreken. Wanneer Alex vraagt hoe het gaat met Henry, zegt hij dat het niet goed gaat. Alex vliegt hierop direct naar Londen om zich te verenigen met Henry. Koning James III, Henry's grootvader, ontbiedt Alex en Henry op audiëntie en vertelt hen dat ze niet samen kunnen zijn omdat hun relatie niet past bij de koninklijke traditie en het volk een homoseksuele prins niet zal accepteren. Daarom wil hij opdracht geven om alle geruchten met klem te ontkennen en afdoen als laster. Maar dan merkt Beatrice, Henry's zuster, een grote menigte op voor Buckingham Palace die Alex en Henry juist steunen. Soortgelijke menigtes hebben zich verzameld in heel het Verenigd Koninkrijk om de prins een warm hart toe te dragen. Alex en Henry stappen het balkon op om openlijk als liefdeskoppel het volk te begroeten.
Op de verkiezingsnacht zijn Alex en Henry samen in het Witte Huis in Washington D.C., alwaar ze nerveus de uitslagen van de verkiezingen volgen. De uiteindelijke uitslag hangt helemaal af van de verkiezingsuitslag in Texas. Uiteindelijk wordt Claremont voor een tweede termijn verkozen. Hierop bezoeken Alex en Henry samen het huis in Austin alwaar Alex is opgegroeid om samen hun liefde te vieren.

## Cast
- Taylor Zakhar Perez als Alex Gabriel Claremont-Diaz, de zoon van president Ellen Claremont.
- Nicholas Galitzine als Prins Henry, Britse prins, tweede in lijn van opvolging.
- Clifton Collins Jr. als Senator Oscar Diaz, Alex' vader.
- Sarah Shahi als Zahra Bankston, plaatsvervangend stafchef van het Witte Huis voor presidente Ellen Claremont.
- Rachel Hilson als Nora Holleran, Alex' beste vriend en kleindochter van de vicepresident.
- Stephen Fry als koning James III en prins Henry's grootvader.
- Uma Thurman als Ellen Claremont, the eerste vrouwelijke presidente van de Verenigde Staten en Alex' moeder.
- Ellie Bamber als Prinses Beatrice, Prins Henry's jongere zuster.
- Thomas Flynn als kroonprins Phillip, prins Henry's oudere broer.
- Malcolm Atobrah als Percy Okonjo, prins Henry's beste vriend.
- Akshay Khanna als Shaan Shrivistava, prins Henry's stalmeester.
- Sharon D. Clarke als de premier van het Verenigd Koninkrijk
- Aneesh Sheth als Amy, agent van de Amerikaanse Geheime Dienst
- Donald Sage MacKay als Jeffrey Richards, de republikeinse presidentskandidaat die het opneemt tegen Ellen Claremont

Nota bene: Casey McQuiston, de auteur van de roman waarop de film is gebaseerd heeft een cameo in de film als Ellen Claremonts speechschrijfster.

## Prijzen en nominaties
Prijzen en nominaties voor Red, White & Royal Blue
| Prijs                             | Datum van de ceremonie | Categorie                                                     | Ontvanger(s)            | Uitslag            |
| --------------------------------- | ---------------------- | ------------------------------------------------------------- | ----------------------- | ------------------ |
| Producers Guild of America Awards | 25 februari 2024       | Outstanding Producer of Streamed or Televised Motion Pictures | Red, White & Royal Blue | Genomineerd        |
| The Queerties                     | 12 maart 2024          | Comedy Movie                                                  | Red, White & Royal Blue | Tweede plaats      |
| GLAAD Media Awards                | 11 mei 2024            | Outstanding Film – Streaming or TV                            | Red, White & Royal Blue | Thans nog onbekend |